# 군포동
군포동(軍浦洞)은 대한민국 경기도 군포시 동부에 있는 2개 행정동(군포1동, 군포2동)의 통칭이다.
당동에 위치한 군포역과 군포역전시장을 중심으로 군포시의 도심이 형성되기 시작하였고, 군포시에서 인구가 가장 많은 시의 중심 지역이다.

## 역사
- 조선 시대 : 과천군 남면 당리, 당정리, 부곡리
- 1914년 4월 1일 : 시흥군 남면 당리, 당정리, 부곡리
- 1979년 5월 1일 : 시흥군 군포읍 당리, 당정리, 부곡리[1]
- 1989년 1월 1일 : 군포시 군포1동, 군포2동[2]

## 지리

### 군포1동
군포1동은 교통의 요지로 경부선 및 국도 제47호선(군포로)이 남북으로 관통하며, 경부선을 경계로 양분된다. 생활권은 서부(당동)의 도심 및 주거 지역, 동부(당정동)의 공단 지역, 동남부(당정동)의 주거 지역으로 나뉜다.
조선 후기의 왕족으로, 사도세자의 서자이며 정조의 이복동생 은전군 이찬(恩全君 李禶)의 묘와 나중에 안산에서 이장된 풍계군 이당(豊溪君 李瑭)의 묘소가 당정동 동북쪽 일대에 있었으나, 후에 실전되었다.

### 군포2동
군포2동은 북쪽의 당동과 남쪽의 부곡동으로 구성되어 있고, 생활권은 북부의 당동과 남부의 당동2지구(법정동: 부곡동, 당동 일부)로 나뉜다.
군포2동은 인구가 4만4천명으로, 2021년 7월에 남쪽 일부(부곡지구)가 송부동의 신설로 분리되었음에도, 군포시에서 인구가 가장 많은 행정동이다.

## 법정동
- 당동
- 당정동
- 부곡동

## 교육

### 1동
- 한세대학교
- 당정초등학교
- 군포중학교
- 당정중학교

### 2동
- 군포초등학교
- 군포신기초등학교
- 군포옥천초등학교
- 당동초등학교
- 용호초등학교
- 당동중학교
- 용호중학교
- 용호고등학교

## 교통
- 수도권 전철 1호선 군포역
- 수도권 전철 1호선 당정역
- 경수산업도로

## 주거
| 단지명                    | 건설사                    | 시행사                 | 주소             | 주소   | 입주       | 비고 |
| ------------------------- | ------------------------- | ---------------------- | ---------------- | ------ | ---------- | ---- |
| 당동주공 2단지            | 동양고속건설 ㈜세우리     | 대한주택공사           | 용호2로 11       | 당동   | 1997년 7월 |      |
| 당동주공 4단지            | ㈜한양                    | 대한주택공사           | 용호2로 36       | 당동   | 1997년 7월 |      |
| 당동주공 3단지            | ㈜동국산업 ㈜대동         | 대한주택공사           | 용호2로54번길 11 | 당동   | 1997년 9월 |      |
| 삼성마을 시티프라디움     | ㈜제일건설 ㈜중흥종합건설 |                        |                  | 당동   | 2014년 5월 |      |
| 용호마을 E편한세상 대림   | 대림산업                  | 뉴그린대림지역주택조합 |                  | 당동   | 2005년 9월 |      |
| 무지개마을 E편한세상 대림 | 대림산업                  | 신산본당동지역주택조합 |                  | 당동   | 2003년 6월 |      |
| 용호마을 신산본자이 1차   | ㈜엘지건설                | ㈜엘지건설             |                  | 당동   | 2003년 2월 |      |
| 당정마을 신산본자이 2차   | ㈜엘지건설                | ㈜엘지건설 이수건설    |                  | 당정동 | 2003년 4월 |      |
| 청천마을 성원쌍떼빌       | 성원건설                  | 성원건설               |                  | 당정동 | 2004년 4월 |      |
| 청천마을 푸르지오         | 대우건설                  | ㈜하나종합건설         |                  | 당정동 | 2004년 3월 |      |